# ميخائيل كونتريرز
ميخائيل كونتريرز (بالإسبانية: Michael Contreras)‏ هو لاعب كرة قدم تشيلي، ولد في 10 فبراير 1993 في إيكويكو في تشيلي. شارك مع منتخب تشيلي لكرة القدم. أما مع النوادي، فقد لعب مع إيفرتون دي فينا ديل مار ونادي أونيفرسيداد دي تشيلي.

## وصلات خارجية
- ميخائيل كونتريرز على موقع قاعدة بيانات كرة القدم.إي يو (الإنجليزية)
- ميخائيل كونتريرز على موقع ناشيونال فوتبول تيمز (الإنجليزية)
- ميخائيل كونتريرز على موقع Soccerway.com (الإنجليزية)
- ميخائيل كونتريرز على موقع عالم كرة القدم.نت (الإنجليزية)
- ميخائيل كونتريرز على موقع AS.com (الإسبانية)